# 松木平優太
松木平 優太（まつきひら ゆうた、2003年2月24日 - ）は、大阪府大阪市港区出身のプロ野球選手（投手）。右投右打。中日ドラゴンズ所属。

## 経歴

### プロ入り前
インドネシア人の父と日本人の母の間に生まれる。大阪市立田中小学校1年時にソフトボールを始めて投手を務め、大阪市立港南中学校時代は港ボーイズに所属し遊撃手と外野手を務めた。
精華高等学校へ進学すると2年時の夏より野手としてベンチ入りし、秋から投手に転向した。高校入学時は身長163 cm、体重53 kgと小柄な体格で球速も120 km/h台後半だったが、祖母が毎食用意する3合の米やトレーニングの甲斐があり、最終的に身長は178cmまで伸びて体重は70 kgまで増加し、球速は最速145 km/hを計測する程に成長した。
3年時の7月に行われた練習試合・履正社戦で、前年の甲子園優勝校を相手に3失点に抑える好投で注目を集めた。夏の高校野球大阪大会では、初戦の羽衣学園戦で先発し7回を無失点に抑え、9回二死満塁には8回より回っていた一塁から再び登板し試合を締める活躍を見せるも、2回戦のみどり清朋戦では10回タイブレークの末にサヨナラ負けを喫した。8月に開催されたプロ志望高校生合同練習会では中山礼都らから三振を奪い、打者5人に対し無安打3奪三振1四球と結果を残した。
2020年のプロ野球ドラフト会議を前に中日ドラゴンズとオリックス・バファローズから調査書が届き、同会議では中日から育成3位指名を受け、11月12日に支度金200万円、年俸300万円で仮契約を結んだ。背番号は206。また、精華高等学校からプロ入りする初の野球選手となった。

### 中日時代
2021年は5月29日、オリックスとのウエスタン・リーグ公式戦でプロ初登板。1イニングを投げ、被安打3、2失点の内容だった。シーズン中は体幹強化に励み、入団時から体重を10kg近く増加させた。トレーナーの判断により、二軍公式戦の登板は2試合にとどまった。
2022年は12試合登板、1勝5敗、防御率4.89。フレッシュオールスターゲームではウエスタン・リーグ選抜に選出され、7回裏の1イニングを無失点に抑えた。
2023年は16試合登板、5勝4敗、防御率4.56。NPB AWARDSでウエスタン・リーグ優秀選手賞を受賞した。オフに台湾ウインターリーグに参加し、自己最速の151km/hを計測した。
2024年は7月7日までにウエスタン・リーグで14試合に登板し、9勝3敗、防御率1.84と二軍の先発ローテーションとして好投を続け、特に5月14日のウエスタン・リーグ広島戦でプロ初完投、同月30日のオリックス戦で初完封を果たした。7月8日、支配下選手契約を締結したことが発表された。これにより中日は同年の支配下選手登録上限人数の70名に達した。背番号は69に変更され、推定年俸は420万円となった。7月10日、横浜スタジアムでのDeNA戦で一軍初登板するも7回3失点で黒星。7月31日、本拠地バンテリンドーム ナゴヤでのヤクルト戦で3戦目にして初勝利した。このシーズンのウエスタン・リーグでは前田純とタイとなる最多勝（10勝）のタイトルを獲得し、最高勝率（.769）のタイトルを単独で記録している。他にもリーグ最多となる2完封を記録。NPB AWARDSではウエスタン・リーグの優秀選手賞、サンケイスポーツ選定の優秀投手賞にも選出された。11月21日、630万円増となる推定年俸1050万円で契約を更改した。12月16日、背番号が29に変更されることが発表された。

## 選手としての特徴
最速151km/hのストレートとスライダー、カーブ、スプリットを投げる。

## 人物
- 上述の通りインドネシア人の父と日本人の母との間に生まれるが、両親は本人が2歳の頃に離婚。その後は大阪市内の母の実家で祖父母、1つ年上の姉と5人で暮らしていたが、小学2年の頃に入退院を繰り返していた母が肝臓がんで他界。以降は祖父母に育てられるも、高校2年夏の大阪府大会初戦の2日前に祖父も他界した[29]。
- 祖母が作る豚のしょうが焼きが大好きだったが、祖母は体調を崩し親戚の千葉県の家に転居している。「お金を稼げる選手になって、おばあちゃんと住みたいです」と夢を語っている[30][31]。
- 好きな曲はヒップホップグループDOBERMAN INFINITYの『We are the one』[1]。
- 目標とする選手は大谷翔平と千賀滉大[1]。
- 毎年1月に先輩の柳裕也が地元・宮崎県都城市で行っている自主トレに参加している[32]。
- 母校の大阪・精華高校の理事長は清原和博の父と親交があり、プロ入りの際に清原のサイン入りバットと色紙を贈られ、宝物として寮に飾っている。2022年2月には中日の沖縄・北谷キャンプを訪れた清原と初対面し、「清原さんからは『当ててもいいからインコースに投げろ。岸和田魂でいけ』と言われました。今日は一生の宝物です」と語っている[33][34]。

## 詳細情報

### 年度別投手成績
| 年 度     | 球 団     | 登 板 | 先 発 | 完 投 | 完 封 | 無 四 球 | 勝 利 | 敗 戦 | セ 丨 ブ | ホ 丨 ル ド | 勝 率 | 打 者 | 投 球 回 | 被 安 打 | 被 本 塁 打 | 与 四 球 | 敬 遠 | 与 死 球 | 奪 三 振 | 暴 投 | ボ 丨 ク | 失 点 | 自 責 点 | 防 御 率 | W H I P |
| --------- | --------- | ----- | ----- | ----- | ----- | -------- | ----- | ----- | -------- | ----------- | ----- | ----- | -------- | -------- | ----------- | -------- | ----- | -------- | -------- | ----- | -------- | ----- | -------- | -------- | ------- |
| 2024      | 中日      | 8     | 8     | 0     | 0     | 0        | 2     | 4     | 0        | 0           | .333  | 206   | 48.2     | 46       | 5           | 16       | 1     | 4        | 40       | 1     | 1        | 20    | 20       | 3.70     | 1.27    |
| 通算：1年 | 通算：1年 | 8     | 8     | 0     | 0     | 0        | 2     | 4     | 0        | 0           | .333  | 206   | 48.2     | 46       | 5           | 16       | 1     | 4        | 40       | 1     | 1        | 20    | 20       | 3.70     | 1.27    |

- 2024年度シーズン終了時

### 年度別守備成績
| 年 度 | 球 団 | 投手  | 投手  | 投手  | 投手  | 投手  | 投手     |
| 年 度 | 球 団 | 試 合 | 刺 殺 | 補 殺 | 失 策 | 併 殺 | 守 備 率 |
| ----- | ----- | ----- | ----- | ----- | ----- | ----- | -------- |
| 2024  | 中日  | 8     | 1     | 6     | 0     | 0     | 1.000    |
| 通算  | 通算  | 8     | 1     | 6     | 0     | 0     | 1.000    |

- 2024年度シーズン終了時

### 記録
初記録
投手記録
- 初登板・初先発登板：2024年7月10日、対横浜DeNAベイスターズ13回戦（横浜スタジアム）、7回3失点で敗戦投手
- 初奪三振：同上、1回裏に桑原将志から空振り三振
- 初勝利・初先発勝利：2024年7月31日、対東京ヤクルトスワローズ16回戦（バンテリンドーム ナゴヤ）、6回無失点[35]

打撃記録
- 初打席：2024年7月10日、対横浜DeNAベイスターズ13回戦（横浜スタジアム）、3回表に東克樹から空振り三振

### 背番号
- 206（2021年[9] - 2024年7月7日）
- 69（2024年7月8日[20] - 同年終了）
- 29（2025年[27] - ）